# Thomas Willis
Thomas Willis, född 27 januari 1621 i Great Bedwyn, Wiltshire, England, död 11 november 1675 i London, var en engelsk vetenskapsman.
Willis var en framstående medlem av The Oxford Circle och en av grundarna av Royal Society. Willis mest banbrytande insatser låg inom neurovetenskapen, och han har kallats neurologins fader. Hans beskrivning av hjärnans och nervsystemets anatomi utgjorde ett enormt språng framåt jämfört med vad som förelåg före Willis tid. Christopher Wrens teckningar av hjärnans anatomi baserat på Willis arbete kom att under många hundra år utgöra all världens neurologers karta över nervsystemet.